# Joan Brehms
Joan Brehms (5. července 1907 Libava, Kuronská gubernie, Ruské impérium, nyní Lotyšsko – 10. ledna 1995 České Budějovice) byl divadelní architekt, scénograf a malíř lotyšsko-německého původu. Strávil více než 50 let života v jižních Čechách, kde působil v Jihočeském divadle. Je autorem původní koncepce otáčivého hlediště v Českém Krumlově (1958).

## Život

### Dětství a studium

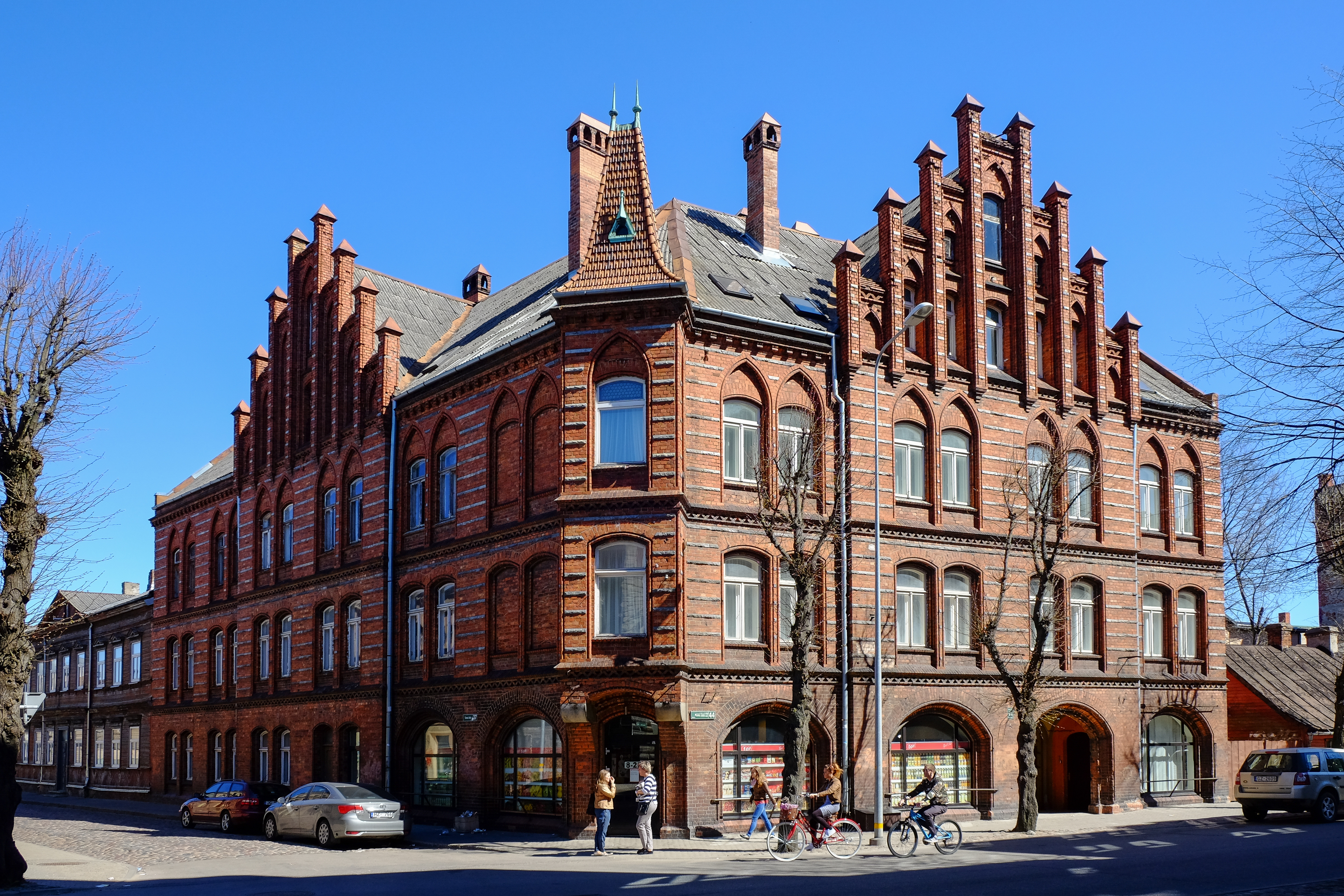
Dům v Libavě (Liepāji), kde Brehms vyrůstal

Joan Brehms se narodil v německojazyčné rodině lékaře. Později ovládal také ruštinu a lotyštinu. Po vyhlášení Lotyšské republiky a především po druhé světové válce vystupoval jako Lotyš. Během první světové války lotyšským územím procházela východní fronta. Joan Brehms se s otcem ocitli na ruské frontě ve vojenském lazaretu. V roce 1917 se rodina přesunula do Petrohradu, kde propukla Říjnová revoluce. Před bolševiky Brehmsovi utekli do Finska a po vytvoření Lotyšské republiky v listopadu 1918 se vrátili do Libavy/Liepāji. Brehms tam vystudoval na gymnáziu a už během střední školy se věnoval divadlu. Vysokoškolská studia strávil v Německu, docházel na dějiny umění v Jeně a sochařství v Erfurtu. Byl výrazně ovlivněn Bauhausem.

### Divadlo
Již na sklonku roku 1926 byla uvedena jeho první inscenace, na jejíž výpravě spolupracoval. V roce 1928 založil v Liepāji studentský divadelní spolek. Na přelomu 20. a 30. let působil jako scénograf v Německé činohře v Rize. Následovala řada německých divadel ve Vratislavi, Břehu, Brandeburgu, stal se krátce i šéfem Městského divadla v Bydhošti a vedoucím výpravy ve Státním divadle v Gdaňsku. Na podzim 1944 byla divadla zavřena a Brehms poslán na nucené práce do Berlína. Později pracoval na Slovensku. Po příchodu Rudé armády se k ní přihlásil jako překladatel. S armádou se pak dostal do jižních Čech.

### Působení v Československu
Joan Brehms působil od roku 1946 do 80. let 20. století v Jihočeském divadle. Nejprve jako dělník, poté šéf výpravy a scénograf. Spoluutvářel divadelní inscenace, stál u zrodu nových divadelních prostor, z nichž nejznámější je otáčivé hlediště z roku 1958. Podílel se na inscenacích v mimodivadelním prostředí. Jeho představení sledovali lidé na loukách, na schodech sokolovny nebo ve staré fabrice. Spolu s Karlem Konstantinem přišli v roce 1947 s ideou Jihočeského divadelního festivalu. Představení se odehrávají v zahradě, na schodišti fontány i v maškarním sále českokrumlovského zámku.
V registračních protokolech byl od roku 1954 evidován jako agent StB pod krycími jmény „Umělec“ a „Výtvarník“.
S manželkou Jitkou žil v Benešově nad Černou.